# Standards and Practices
"Standards and Practices" é o décimo primeiro episódio da sexta temporada da série de televisão de comédia de situação norte-americana 30 Rock, e o 114.° da série em geral. Teve o seu enredo escrito por Vali Chandrasekaran e foi realizado por Beth McCarthy-Miller. A sua transmissão original nos Estados Unidos ocorreu na noite de 8 de Março de 2012 através da rede de televisão National Broadcasting Company (NBC). Dentre as estrelas convidadas, estão inclusas Chloë Grace Moretz, Ken Howard, Gregg Edelman, Michael Torpey, Tyler Merna, Carly Tamer, John Early, e Heléne Yorke. O apresentador de televisão Thomas Roberts fez uma participação a interpretar uma versão fictícia de si mesmo.
No episódio, o novo emprego do estagiário Kenneth Parcell (interpretado por Jack McBrayer) faz-lhe colidir directamente com a sua antiga chefe Liz Lemon (Tina Fey), que rejeita a nova autoridade que este tem sobre o TGS with Tracy Jordan (TGS). Entretanto, Jack Donaghy (Alec Baldwin) lida com os problemas de ter uma arqui-inimiga adolescente. Não obstante, Jenna Maroney (Jane Krakowski) prepara um novo plano publicitário surpreendente para voltar à ribalta.
Em geral, "Standards and Practices" foi recebido com opiniões positivas pela crítica especialista em televisão do horário nobre. Além de ter recebido vários elogios por analistas de televisão, Moretz venceu um prémio de televisão PAAFTJ pelo seu desempenho. De acordo com os dados publicados pelo sistema de registo de audiências Nielsen Ratings, foi assistido por uma média de 3,49 milhões de telespectadores ao longo da sua transmissão original, e recebeu a classificação de 1,4 e quatro de share no perfil demográfico de telespectadores entre os dezoito aos 49 anos de idade.

## Repercussão

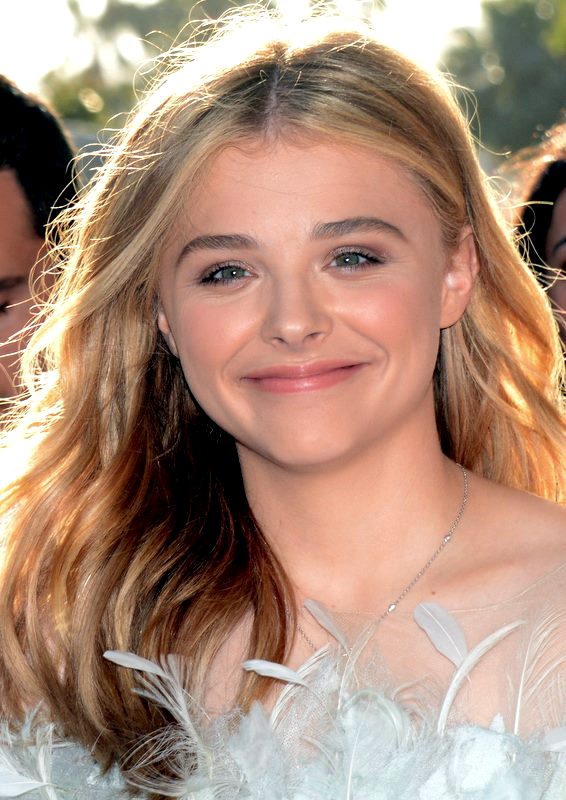
Chloë Grace Moretz venceu um prémio de televisão PAAFTJ pelo seu desempenho em "Standards and Practices".

## Produção

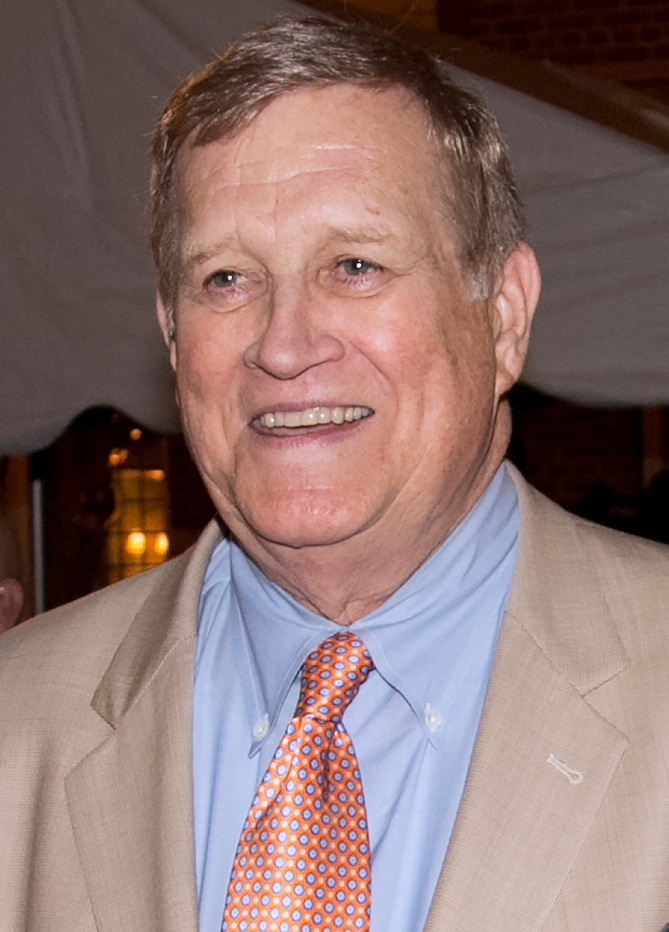
"Standards and Practices" marcou a quinta participação de Ken Howard em 30 Rock.

"Standards and Practices" é o décimo primeiro episódio da sexta temporada de 30 Rock. Teve o seu enredo escrito por Vali Chandrasekaran, produtora de supervisão do seriado, e foi realizado por Beth McCarthy-Miller. Para Chandrasekaran, esta foi a sua quinta vez a ter um episódio escrito por si, com "I Heart Connecticut" sendo o seu último trabalho. Entretanto, para McCarthy-Miller foi o décimo nono crédito de realização, com "Idiots Are People Three!" sendo o mais recente até então. McCarthy-Miller foi realizadora do programa de televisão humorístico Saturday Night Live (SNL) por quase onze anos (1995-2006). Tina Fey, criadora e produtora executiva de 30 Rock, foi argumentista-chefe do SNL entre 1999 e 2006. Além disso, vários membros do elenco desse programa já fizeram uma aparição em 30 Rock. O actor Alec Baldwin também apresentou o SNL por dezassete vezes, o maior número de episódios por qualquer apresentador da série.
"Grandmentor" marcou a segunda participação da actriz Chloë Grace Moretz como Kaylie Hooper, arqui-inimiga de Jack, e quinta do actor Ken Howard como Hank Hooper, presidente da KableTown. No episódio, Kaylie revela a Jack que intencionava ser expulsa do colégio para que pudesse ficar próxima do seu namorado estudante da arte de representação na Universidade de Nova Iorque (NYU), instituição na qual Alec Baldwin obteve o seu Bacharelato de Belas Artes em 1994. "Standards and Practices" marcou também a quarta participação de Thomas Roberts, um apresentador do canal de televisão MSNBC. Roberts fez a sua estreia na quinta temporada em "Everything Sunny All the Time Always", episódio no qual interpretou uma versão fictícia de si mesmo. Em entrevista para o blogue homossexual Towlerode em 2011, Roberts afirmou que "esperava ter um papel recorrente" no seriado, ansiando que "Liz Lemon desenvolva uma paixoneta por mim apenas para [mais tarde] descobrir que eu jogo para a outra equipa." Ele viria a participar de mais dois episódios da sexta temporada. Embora os seus nomes tenham sido creditados ao longo da sequência dos créditos finais, os actores Scott Adsit, Judah Friedlander, Katrina Bowden e Keith Powell — intérpretes das personagens Pete Hornberger, Frank Rossitano, Cerie Xerox, e James "Toofer" Spurlock, respectivamente — não participaram de "Standards and Practices".
O tema minstrel "Oh! Susanna", composto pelo músico Stephen Foster e originalmente publicado em 1848, foi interpretado em "Standards and Practices" pela actriz convidada Carly Tamer.

## Enredo
O episódio final de America's Kidz Got Singing (AKGS) é arruinado quando dois dos concorrentes aparecem bêbados no palco. No dia seguinte, furioso por ter de ir à Washington D.C. para lidar com o pessoal da Federal Communications Commission (FCC), Hank Hooper (Ken Howard), director executivo da KableTown, vai ao escritório de Jack para uma conversa. Jack, por sua vez, questiona os concorrentes e chega à conclusão que a neta de Hank, Kaylie Hooper (Chloë Grace Moretz), foi a responsável por embebedar os miúdos. Ao confrontá-la, esta revela que apenas fez isto para que o seu avô viajasse no fim-de-semana e, assim, não pudesse ir à uma reunião de professores e encarrgados de educação na qual Kaylie espera ser expulsa do colégio por ter invadido a página do YouTube da sua amiga e publicados fotos derogatórias da mesma. Então, Jack concorda em ir à reunião no lugar de Hank para que evite que ela seja despedida, mas logo descobre que este não passa de mais um dos truques da sua arqui-inimiga, que intencionava ser explusa para que pudesse se matricular em um internato e estar mais próxima do seu namorado.
Entretanto, o incidente ocorrido no AKGS provocou um tumulto no departamento de normas e práticas, culminando na promoção do recém-chegado Kenneth Parcell (Jack McBrayer) à presidente das normas e práticas da televisão noturna, o que significa que ele agora estará encarregado de censurar o TGS. Kenneth cria uma lista de regras para prevenir que o programa use palavaras consideradas obscenas por si, fazendo com que a argumentista Liz Lemon (Tina Fey) retalie afirmando que irá dizer tudo o que bem entender. No entanto, ao encontrar Kenneth a chorar na casa-de-banho masculina, ela arrepende-se da sua afirmação e concorda em seguir com as regras deles. Porém, Liz havia dado permissão a Tracy Jordan (Tracy Morgan) para realizar um desempenho obsceno de comédia stand-up no TGS, e cabe a Kenneth usar o censor bipe para censurá-lo ao vivo.
Não obstante, Jenna Maroney (Kane Krakowski) decide conhecer todas as crianças a quem deu vida graças às suas doações de óvulos enquanto vivia em Chicago. Ela imediatamente gosta de todos eles, excepto Judy (Nicole Drespel), considerada menos atraente que os outros. Jenna expulsa-a do grupo, mas arrepende-se da decisão após ela mesma também ser expulsa devido à sua idade. As duas reconciliam-se após Jenna aperceber-se que Judy é a única dos seus filhos que representam o bom de Jenna.